# Cerrito de Pescadores
Cerrito de Pescadores är en ort i Mexiko.   Den ligger i kommunen Venustiano Carranza och delstaten Michoacán de Ocampo, i den centrala delen av landet, 400 km väster om huvudstaden Mexico City. Cerrito de Pescadores ligger 1 528 meter över havet och antalet invånare är 498.
Terrängen runt Cerrito de Pescadores är platt åt nordost, men åt sydväst är den kuperad. Runt Cerrito de Pescadores är det ganska tätbefolkat, med 60 invånare per kvadratkilometer. Närmaste större samhälle är Sahuayo de Morelos, 8,1 km söder om Cerrito de Pescadores. Omgivningarna runt Cerrito de Pescadores är en mosaik av jordbruksmark och naturlig växtlighet.